# Viehhof
Beim Viehhof handelt es sich um einen Handelsplatz für Schlachtvieh. Mit den zentralen Schlachthöfen wurden in vielen Städten im 19. Jahrhundert auch Viehhöfe angelegt. Dorthin wurde der Viehmarkt verlegt, welcher früher oft im Zentrum der Städte stattfand.
Zentrales Gebäude eines Viehhofs ist die Markthalle, in der Großvieh angebunden oder in Boxen eingestallt wird. Die Viehhändler haben jeweils feste Bereiche für ihre Tiere.
Der Markt findet in der Regel am frühen Morgen statt. Metzger können sich in der Halle ein Bild vom Angebot machen und dann mit dem Händler einen Preis aushandeln. Die gekauften Tiere werden dann noch am selben Tag im angeschlossenen Schlachthof geschlachtet. Der Zahlungsverkehr läuft über die angeschlossene Viehbank, wo auch eine Preisstatistik geführt wird.
Mit der Zunahme von Fleischfabriken verliert diese Form des Marktes an Bedeutung.